# Si succiderit de genu pugnat
La frase si succiderit de genu pugnat o si cecidit de genu pugnat è estratta dal De providentia (2, 6) di Seneca.
La traduzione eloquente "se è caduto, combatte in ginocchio", si riferisce al carattere e al valore dell'uomo, il cui merito e pregio consistono proprio nel cuore e nella volontà, in queste risiede il suo vero onore.